# Dendroceros lacerus
Dendroceros lacerus là một loài rêu trong họ Dendrocerotaceae. Loài này được Nees mô tả khoa học đầu tiên năm 1846.